# Chromis ovatiformis
Chromis ovatiformis és una espècie de peix de la família dels pomacèntrids i de l'ordre dels perciformes.
Els mascles poden assolir els 10 cm de longitud total.
Es troba al Pacífic occidental.